# استاروبورنوو
استاروبورنوو (انگلیسی: Staroburnovo) یک شهرک در شهرستان بیرسکی باشقیرستان کشور روسیه است.